# Reine Antier
Pour les articles homonymes, voir Antier.
Reine Antier (Laussonne, 19 novembre 1801 - Chauffailles, 28 octobre 1883) est une religieuse française, fondatrice de la congrégation des Sœurs de l'Enfant-Jésus de Chauffailles.

## Biographie
Le 3 janvier 1823, Reine Antier se consacre à Dieu chez les Sœurs de l'Enfant-Jésus du Puy-en-Velay, sous le nom de Sœur Augustine. Le 31 octobre 1846, elle arrive à Chauffailles, avec une communauté de l’« Instruction ». Des jeunes filles de la région se joignent au groupe et se forment à son esprit. Elles ouvrent des écoles pour les filles des hameaux et villages isolés de Bourgogne.
Le 14 septembre 1859, la congrégation des Sœurs de l'Enfant-Jésus de Chauffailles est officiellement née dans l'Église. Mère Augustine, élue supérieure générale, assume la fondation. En 1877, un premier groupe de sœurs part vers le Japon à la demande de Bernard Petitjean. En 1881, de jeunes Japonaises demandent à partager la vie des sœurs.